# Hellmut Samonigg
Hellmut Samonigg (* 8. Oktober 1951 in Spittal an der Drau) ist ein österreichischer Onkologe. Von Februar 2016 bis Februar 2024 war er Rektor der Medizinischen Universität Graz.

## Leben
Hellmut Samonigg studierte nach der Matura ab 1970 an der Universität Graz, wo er 1979 zum Doktor der Medizin promovierte. Parallel zu seiner anschließenden Ausbildung zum Facharzt für Innere Medizin, die er 1986 abschloss, absolvierte er eine Ausbildung in Psychoanalyse. 1990 habilitierte er sich auf dem Gebiet der Inneren Medizin, 1992 wurde er zum Universitätsprofessor an der Uni Graz ernannt. Bis 1995 machte er eine weitere Facharztausbildung für Hämato-Onkologie.
Ab 1985 leitete er die Arbeitsgruppe Onkologie an der Abteilung Innere Medizin der Uni Graz und von 1994 bis 2016 die Klinische Abteilung für Onkologie an der Universitätsklinik für Innere Medizin. Von 1999 bis 2016 war er außerdem Leiter der Universitären Palliativmedizinischen Einrichtung der Medizinischen Universität Graz. Von 2001 bis 2003 fungierte er als Vizedekan der Medizinischen Fakultät der Uni Graz, anschließend war er bis 2008 Vizerektor der nunmehr eigenständigen Medizinischen Universität und danach bis 2016 Leiter der Organisationseinheit zur Entwicklung des Med Campus.
Ab 2013 stand er als Präsident der Österreichischen Gesellschaft für Hämatologie & Medizinische Onkologie (OeGHO) vor, 2017 folgte ihm Andreas Petzer in dieser Funktion nach. Unter dem Schirm der OeGHO wurde im September 2014 die Initiative Don’t Smoke gegründet, um ein stärkeres Bewusstsein für die Konsequenzen des Tabakrauchens zu schaffen. Einer der Mitstreiter war der Anfang 2015 an Lungenkrebs verstorbene Journalist Kurt Kuch. 2015 wurde vom österreichischen Parlament ein generelles Rauchverbot in der Gastronomie ab Mai 2018 beschlossen. Die Bundesregierung Kurz I beschloss im Zuge der Regierungsverhandlungen im Dezember 2017, dieses Rauchverbot wieder aufzuheben. Der Vorgänger von Hellmut Samonigg als Rektor der Medizinischen Universität Graz, Josef Smolle, kündigte daraufhin an, im Nationalrat gegen die geplante Aufhebung des Rauchverbots stimmen zu wollen.
Im Dezember 2015 wurde Samonigg vom Universitätsrat für eine vierjährige Amtsperiode zum Rektor der Medizinischen Universität Graz gewählt, er folgte mit 15. Februar 2016 Josef Smolle in dieser Funktion nach. Im Jänner 2019 wurde er für seine zweite Funktionsperiode als Rektor der Med Uni Graz vom 15. Februar 2020 bis zum 14. Februar 2024 wiederbestellt. Im Oktober 2022 wurde bekannt, dass er die Möglichkeit einer Wiederbestellung zum Rektor für eine dritte Funktionsperiode nicht in Anspruch nehme. Zu seiner Nachfolgerin ab dem 15. Februar 2024 wurde Andrea Kurz im Juli 2023 gewählt.
Im Mai 2018 wurde er im Rahmen des auf Initiative von VIVID, der steirischen Fachstelle für Suchtprävention, verliehenen „Smoke Free Awards“ mit dem Sonderpreis der Jury für sein Engagement in der Initiative „Don´t smoke“ ausgezeichnet.

## Auszeichnungen
- 2024: Großes Goldenes Ehrenzeichen des Landes Steiermark[18][19]